# 日本パノラマ館
日本パノラマ館（にほんパノラマかん）は、東京府東京市浅草区（現・東京都台東区浅草）の浅草公園第六区四号地にかつて存在した日本のパノラマ館。1890年（明治23年）に、実業家の澁澤榮一らによって設立された。上野恩賜公園に存在した上野パノラマ館と共に、日本におけるパノラマ上映の先駆けであったが、その後現れた活動写真の時代の流れには勝てず、1909年（明治42年）に閉館した。

## 施設

### 建築
日本パノラマ館の場所は浅草公園第六区四号地の、現在（1987年）浅草ROXビルが建っている地点に当たる。当時の常盤座と、向かい合う形で建設されていた。設計は新家孝正、建設は日本土木会社（現・大成建設）、内部陳列は神戸三九郎が担当した。
建築としては、直径16間の円形、正確には十六角形の、木造の巨大な小屋である。敷地面積は1,080坪、建築面積は314坪（控柱を含むと530坪）。敷地内にはパノラマ館の建物とは別に、事務所や休憩茶店などがあった。
外壁は杉板貼りの上に白色ペンキが塗られている。屋根は土居葺き、アスファルトの上に鉄板葺き、コールタール塗布。直径は内部ホリゾント壁面で122尺6寸（37.150メートル）、外周柱芯で126尺6寸（38.150メートル）。軒高は54尺（16.360メートル）、屋根頂部高が約95尺（28.790）メートル。現代の建物の、およそ6階建てに相当する。
後述の通り、欧米のパノラマ館とは異なり、日本パノラマ館は木構造で建設された。柱や小屋梁の主材料としては杉丸太が用いられているが、巨大な建築物であるため、杉丸太は10間（約18メートル）の末口が細くないものを必要とし、これだけの大きさのものを揃えるのには苦労したという。壁式構造は、円形に杉丸太を等間隔に配置して、横板張りの壁面にした円筒形であり、風や地震に対して安定したものとなっている。
屋根組は、中心柱から外壁まで約18メートルの木造トラスを、放射状に16本掛けて作られており、純西洋式の構造となっている。中央部で円形鉄板（厚さ12ミリメートル、直径1,200ミリメートル）によって上下からボルトで固定され、椀蓋をかぶせたような形の円形屋根となっている。また、雪下ろしをできるように、外部には梯子階段が設置されていた。屋根にはパノラマの演出のための天窓が設けられている。これは厚さ3ミリメートルの擦りガラスをゴムやパテで固定したもので、屋根の形に沿って帯状に一周している。この窓からの外部光線により、パノラマ画を立体的に見せる効果がある。天井の中央部には大きな天幕を、観客席を覆うように垂らしてあり、これは反射幕として機能するほか、小屋裏を観客に見せないようにもなっている。
大林組（1987）は、「単体でこれだけ大規模な建築物は当時としては稀有である」としている。内部で屋根を支えているのは中央の柱1本のみで、そのほかには何もない大空間であった。東京工業大学教授の平井聖は、欧米のパノラマ館は鉄骨構造で中央に柱はないことを指摘し、本来は日本パノラマ館も、中央の柱がなくとも構造的には充分支えられたのではないか、としている。新家は、中心柱を設けた理由として、小屋組に杉丸太を使用したことで生じる屋根のたわみの解消と、低予算から来る構造上の不安の解消を挙げている。外壁には控柱も設けられ、安定性を持たせている。
また、大林組（1987）は、世界最大の木造建築である東大寺大仏殿（正面57メートル、奥行50.5メートル、高さ47メートル）の全体スケールには及ばないが、大仏殿は内部に多くの柱を有すること、鎮座されている盧舎那仏像の高さは約16メートルと、日本パノラマ館の軒高とほぼ同じであることから、内部空間は大仏殿にも匹敵する巨大なものだったと指摘している。

### 案内
料金（縦覧料）は大人10銭、小人・軍人が半額の5銭。年中無休で、営業時間は日の出から日没までであった。
観客は正面入口から入場すると、狭い通路に誘導される。この通路は、足元に種油ランプが僅かにあるだけの真暗な空間で、壁は黒渋塗り、床にシュロマットを敷き、足音まで消されている。やがて中央の螺旋階段に到着してこれを登ると、一転して明るいパノラマ空間に出る、という構造となっている。この観覧台で、周囲のパノラマ画面を眺めてのち、観客は行きとは別の螺旋階段を降り、別の通路を抜けて、外へ出るようになっている。大林組（1987）は、「明るく巨大な空間と、狭く暗い通路との対比。そして、往路と復路を別にした構成。これらはまさにパノラマ建築の醍醐味といってもいいであろう」としている。
場内には少年が机を前に座っており「当館写真並に図解」を販売していた。写真は1枚4銭、図解は2銭（着色摺金のものは2銭5厘）であった。またこの少年は時々立ち上がっては、鞭を掲げて観客にパノラマ画の説明を行ってもいた。

#### ダイヤモンド珈琲店
日本パノラマ館の館内には、「ダイヤモンド珈琲店」という喫茶店が存在した。この喫茶店は、上野パノラマ館にも存在していたと考えられている。メニューは飲み物がコーヒー3銭、牛乳入コーヒー5銭、紅茶3銭、チョコレート5銭などで、料理はバタ添パン3銭、オムレツ・ビフテキ・シチュー・フライ・ライスカレーが7銭などであった。
この喫茶店は存在が殆ど知られておらず、奥山儀八郎が1935年（昭和10年）11月に上野の美術館で開かれた懐古展で展示されていたビラを発見し、1938年（昭和13年）3月、『日本珈琲文献集成』で初めて世に紹介した。奥山はメニューの料金は非常に高額であることを指摘した上で、上記の5種の料理がどれも7銭というのは「今日の常識から考えて見ると、どんなイカモノを食わせたか知れたものではない」としている。また当時の新聞記事の広告にも「ダイヤモンド珈琲店」は見当たらないことから、現在の遊園地における軽便洋食のような、「極めてマズイ代りに頗る高い」店であっただろうと述べている。

## 歴史

### パノラマの勃興と輸入
パノラマ画またはパノラマとは、絵画と人形、模型などを組み合わせ、実際の風景のように見せかける仕掛けである。絵画は円形の壁の内側に沿って、360度途切れることのない、水平連続した1枚の風景画として展示され、観客は建物の中央の観覧台から見学する。よって、パノラマ画が展示されるパノラマ館は、円形（円筒型）または多角形の建物となる。
起源としては、アイルランド人画家のロバート・バーカーが1793年（寛政5年）にロンドンのレスター広場に建設したのが始まりで、日本では1890年（明治23年）に第三回内国勧業博覧会で、上野恩賜公園の摺鉢山に初めて建設された上野パノラマ館と、この日本パノラマ館を嚆矢とする。まだ映画もなかった時代の、庶民の最高の娯楽として人気を集め、明治20年代から30年代に掛けて、全国の主要都市で大流行することとなった。
上野パノラマ館と日本パノラマ館はいずれも1890年（明治23年）の開館だが、前者は5月7日、後者は5月22日の開館であるため、日本パノラマ館は、順序としては日本で2番目のパノラマ館である。ただし建築スケールとしては、日本パノラマ館のほうが上野パノラマ館よりも、圧倒的な大規模である。

### 計画・建設
日本パノラマ館は、以前にフランスのパリでパノラマを見学した経験を持つ澁澤榮一が、大倉喜八郎及び安田善次郎と共に計画して設立した。この三者による出資により株式会社が設立され、日本パノラマ館の計画が始まった。
澁澤がパリにあったパノラマを見学したのは、1867年（慶應3年）5月のことで、内容はナポレオンのイタリア遠征を描いたものであった。髙橋（2004）は、「渋沢はこのときすでにパノラマ画の利用価値を認め、日本でのパノラマ興行を考え始めたのではないだろうか」としている。この体験について、澁澤は、『航西日記』で次のように記述している。
1890年（明治23年）2月には、以下の内容の「會社創立御屆」が大倉、安田、山中隣之助、今村清之助の4名の連名で、浅草区長に提出されている。「有限責任日本パノラマ會社」の資本金は25,000円で、定款における会社の目的は「海外ノ美術畫ヲ衆人ノ縱覽ニ供スルヲ以テ目的トス」とされている（ただし後述の通り、その後のパノラマは日本人画家により自作された）。日本パノラマ会社の設立日は同年の5月22日である。
開業に当たって澁澤らは、サンフランシスコのパノラマ館で展示されていたパノラマの展示絵画を10万円で購入した。これは、1863年5月22日の南北戦争の一場面、「グラント将軍が突進身を挺して南軍の砦を抜かむとする実况」（ビックスバーグの包囲戦）を描いたもので、画工はパノラマ画家として欧米で名声を博した、フランス人のジョセフ・バートランドとルーシエン・サルジェントの二人である。完成には18ヶ月または3年を費やしたとされる。大きさは高さ20間・周囲80間で、これを展示するために、サンフランシスコと同規模のパノラマ館が建設されることとなった。
設計は当時30代前半の新家孝正が担当した。新家はのちの講演で、サンフランシスコのパノラマ館の図面を参考として設計を開始したとしている。これは前述の通り、購入したパノラマ画に合わせるためであったが、欧米のパノラマ館でも最大のものが直径40メートル程度であったため、いきなり世界最大級のパノラマ館の建設を計画したことになる。また、欧米のパノラマ館は鉄骨構造であったが、第三回内国勧業博覧会に間に合わせるためと予算の関係から、木構造が採用されることとなった。
新家は「速成を期し開館せしもの故に館の結構真に粗造のものなり」「俗にいふ急場の間に合せ建築なり」とし、10年持たせればいいほうだと講演で述べているが、一方で「しかれども決して不堅牢と申すべきものには非ず」ともしている。
1889年（明治22年）2月10日に起工、1890年（明治23年）5月15日に竣工した。工費は8,634円6銭8厘。内訳は、木材一式が3,834円10銭、鉄材一式が703円30銭、屋根一式が824円80銭、塗師一式が422円30銭、敷物一式が84円10銭、硝子一式が759円84銭、大工一式が840円15銭、人足一式が589円60銭、損科費が375円87銭8厘、雑費が200円である。

### 開館
1890年（明治23年）5月22日、日本パノラマ館は浅草公園第六区に開業。前日の21日には、多くの「貴顕紳士」を招待して縦覧に供している。ここはかつて木造の富士山「富士山縦覧場」が存在した広大な敷地であった。
このパノラマの展示に当たっては、南北戦争当時の大砲、小銃、サーベルなども人形や模型と共に展示され、大盛況を博した。5月22日の開館から7月17日までに、大人券（10銭）が10万7,262枚、小人券（5銭）が1万9,631枚売れた。また、7月の16日、17日は宿下がりの小僧や下女の見物が多く、16日に6,264枚、17日に3,126枚の売り上げがあった。
パノラマについて、澹軒生は「何にしろ画は能く出来て居るやうだ。建築と光線の御蔭もあるが十人が九人までは「画とは思はれぬ」と言ツて賞める」「つぎ目はタツタ一箇所ださうだが、ドコがつぎ目か分らない程だ」と評価している。『少年園』の「叢園」子は、「頗る精巧なり」と評価する一方、「然れども若し吾輩をして之を評せしめば、本館の建設者は、何故先づ掲ぐるに本邦歴史上の事跡を以てせずして、殊更に外国の事跡を採用せしか、其の意を知ること能はず」と述べている。
一方で日本パノラマ会社は1893年（明治26年）12月に解散し、財産は全て佐々松賢識に譲渡されている（詳細不明）。

### パノラマの差し替え
パノラマ画はその後、1896年（明治29年）3月に、日清戦争における平壌の戦いを描いたものに差し替えられた。画工は実際に日清戦争に従軍した、洋画家の小山正太郎であり、制作には30数名の助手、4ヶ月の時間、1万余円の費用を必要としたという。
一般の公開開始前には、パノラマ差し替えに伴う開館式を挙行し、この戦いに参加した将校、従軍記者、新聞記者など約380名を招待して縦覧を行った。またその後、一同を招待した園内の料理店「一直」を兵站部に擬して、軍楽隊を呼んだり芸妓に軍夫の扮装をさせるなどして、酒食の饗応を行っている。公開日には陸軍大将の野津道貫も参列し、大変な人気を博した。平壌攻撃の画について『新撰東京名所圖會』は、「破天荒の大戦争たる、平壌包囲攻撃の大活劇、歴々眼眸に映射し来り、観る者をして神飛び肉動き、覚えず爽快百番を絶叫せしむ」と述べている。この頃、気候の良い時期には1日3,500人以上の観客が訪れたとされる。
齋藤茂吉は随筆『三筋町界隈』で、「その頃の浅草観世音境内には、日清役平壌戦のパノラマがあつて、これは実にいいものであつた。東北の山間などにゐてはかういふものは決して見ることが出来ないと私は子供心にも沁々とおもつたものであつた。十銭の入場料といへばそのころ惜しいとおもはなければならぬが、パノラマの場内では望遠鏡などを貸してそれで見せたのだから如何にも念入であつた。師団司令部の将校等の立つてゐる向うの方に、火災の煙が上つて天を焦がすところで、その煙がむくむく動くやうに見えてゐたものである」と述懐している。
1901年（明治34年）11月1日には、パノラマは天津城攻撃を描いたものに差し替えられた。これは実際に従軍した五姓田芳柳による写生をもとに、東城鉦太郎が十数名の助手と共に描いたものである。その後、1904年（明治37年）10月15日には日露戦争における南山大激戦を描いたものに差し替えられている。1905年（明治38年）には、パノラマは日本海大海戦を描いたものに差し替えられ、これも観衆の呼び込みに成功した。

### 閉館
しかし明治末期にはパノラマも、活動写真に大衆娯楽の王座を譲り、消えてゆくこととなる。浅草公園第六区でも、1903年（明治36年）に活動写真の常設館である電気館が開業したのを皮切りに、次々と活動写真館が開業。見渡すだけの絵から、動く活動写真へと移行していく時代の流れには勝てず、日本パノラマ館は1909年（明治42年）の春に閉館し、取り壊された。
鈴村義二は随筆『浅草昔話』で、明治末の浅草六区を回想して、「南口の西角は明治二十四年（二十三年の誤り）に開館されたパノラマ館が、古びたペンキ塗りの姿で、入場者は乏しいが、呼び込みだけは、内容の大げさな誇張で、客足を止めていた」と述べている。
跡地には1910年（明治43年）の4月1日に帝国館が、7月10日にパテー館が、9月10日にルナパークが開業している。